# Mike Clink
Mike Clink est un producteur de musique américain qui a travaillé avec beaucoup de groupes de rock comme Guns N' Roses, Mötley Crüe, Megadeth, UFO ou encore Whitesnake.